# Manas
|  | Per a altres significats, vegeu «Manas (desambiguació)». |

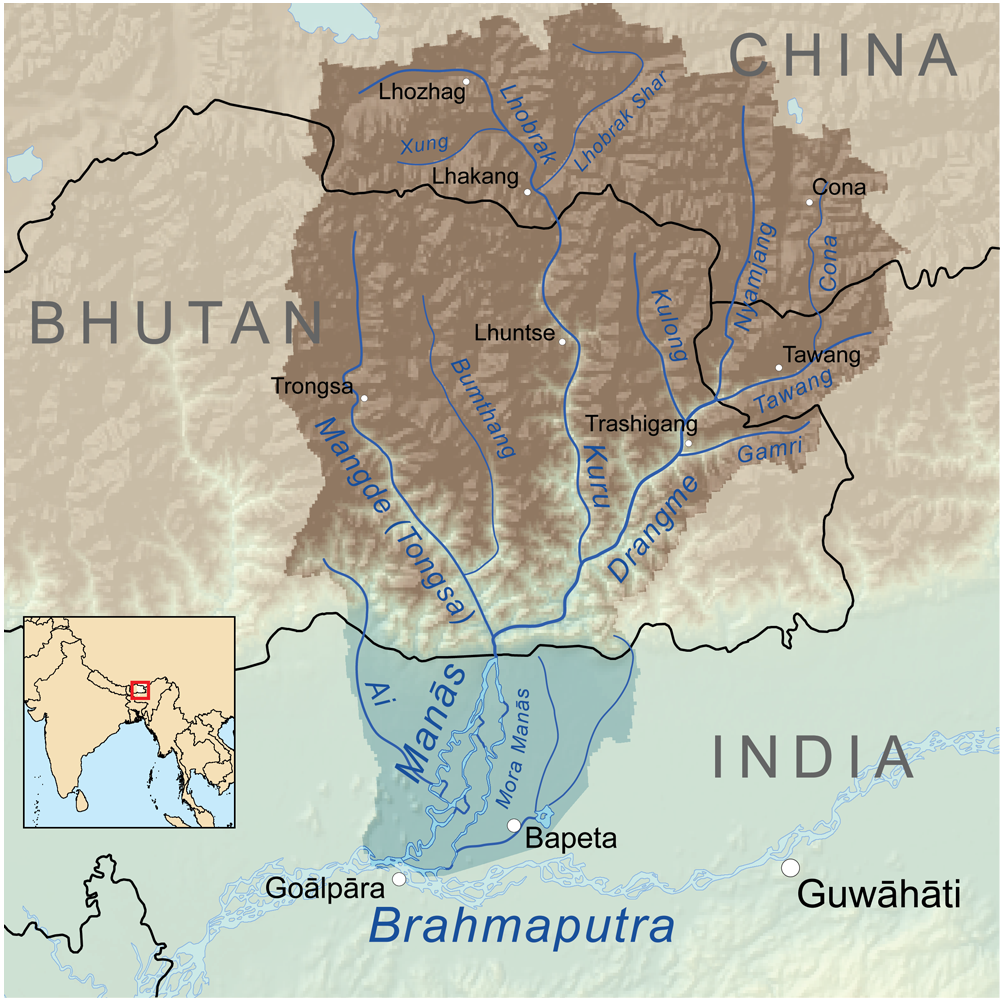
Conca del riu Manas.

Manas és un riu d'Assam, que neix a Bhutan i corre en direcció sud fins a desguassar al Brahmaputra.
És navegable per petits bots. Forma el límit tradicional entre la regió dels Duars del districte de Goalpara i el districte de Kamrup. Desaigua al Brahmaputra a 26° 15′ N, 90° 41′ E / 26.250°N,90.683°E a l'altre costat de la ciutat de Goalpara. Els seus afluents principals són el riu Ai, Buri-Ai, Gabur, Kanamakra i Dolani; a l'esquerra té el canal distributari anomenat Chaul-khoya.